# Kafr Zajd
Kafr Zajd (arab. كفر زيد) – wieś w Syrii, w muhafazie Aleppo, w dystrykcie Afrin. W 2004 roku liczyła 727 mieszkańców.